# Salam Atilola
Salam Atilola (sinh ngày 2 tháng 2 năm 1996 ở Saki) là một cầu thủ bóng đá người Nigeria hiện tại thi đấu cho Manzini Sundowns F.C. ở Giải bóng đá ngoại hạng Swaziland. Anh từng thi đấu ở Giải bóng đá ngoại hạng Nigeria với nhiều khác nhau như Crown, Shooting Stars F.C. và MFM FC.

## Sự nghiệp
Salam Atilola là một tiền đạo thuận chân trái, được khám phá ra bởi Karamone. Anh ra mắt bóng đá chuyên nghiệp cùng với Crown mùa giải 2012-13, sau đó ký hợp đồng với kình địch Shooting Stars F.C. mùa giải 2013-14 nhờ màn trình diễn tốt. Anh cũng thi đấu cho MFM FC ở Giải bóng đá ngoại hạng Nigeria mùa giải 2014-15. Salam Atilola hiện tại thi đấu cho Manzini Sundowns F.C.  ở Giải bóng đá ngoại hạng Swaziland He was invited to the U-17 Nigeria năm 2012. Anh đã gần gia nhập Benfica lúc 15 tuổi, nhưng không thể thành công vì anh dưới tuổi.